# Stef Clement
Stef Clement (Tilburg, 24 de setembre de 1982) és un ciclista neerlandès, professional des del 2006. Actualment corre a l'equip Team LottoNL-Jumbo.
És un bon contrarellotgista, com ha demostrat proclamant-se campió campió nacional de l'especialitat el 2006, 2007, 2009 i 2011 i guanyant la medalla de bronze al Campionat del Món el 2007.
El 2015 va guanyar la medalla de plata en contrarellotge a la primera edició del Jocs Europeus, darrere de Vassil Kirienka.

## Palmarès
- 2002
  -  Campió dels Països Baixos de contrarellotge sub-23
- 2003
  - 1r al Gran Premi de Plombières
  - Vencedor d'una etapa de l'Olympia's Tour
- 2005
  - 1r a l'Olympia's Tour
- 2006
  -  Campió dels Països Baixos CRI
  - Vencedor d'una etapa al Tour de l'Avenir
- 2007
  -  Campió dels Països Baixos CRI
- 2008
  - 1r a la Crono de les Nacions-Les Herbiers
- 2009
  -  Campió dels Països Baixos CRI
  - Vencedor d'una etapa al Critèrium del Dauphiné Libéré
- 2011
  -  Campió dels Països Baixos CRI
- 2014
  - Vencedor d'una etapa de la Volta a Catalunya i 1r a la Classificació de la muntanya
- 2016
  - 1r a l'Acht van Chaam

### Resultats al Giro d'Itàlia
- 2006. 64è de la classificació general
- 2011. 108è de la classificació general
- 2012. 71è de la classificació general
- 2013. 48è de la classificació general
- 2015. Abandona (15a etapa)
- 2017. 23è de la classificació general

### Resultats al Tour de França
- 2007. Abandona per caiguda (12a etapa)
- 2008. 90è de la classificació general
- 2009. 118è de la classificació general
- 2014. Abandona (7a etapa)
- 2015. 59è de la classificació general
- 2016. 18è de la classificació general

### Resultats a la Volta a Espanya
- 2007. 32è de la classificació general
- 2008. Abandona (7a etapa)
- 2012. 100è de la classificació general
- 2013. Abandona (13a etapa)
- 2014. 69è de la classificació general
- 2017. 29è de la classificació general